# Fidel Suárez
Fidel Ernesto Suárez Becerra (Piura, 31 dicembre 1962) è un allenatore di calcio ed ex calciatore peruviano, di ruolo attaccante. Era fratello del calciatore José Suárez deceduto nel 2022.

## Carriera

### Club
Ha giocato nel campionato peruviano ed cileno.

### Nazionale
Con la maglia della nazionale ha collezionato una presenza, nel 1989.

## Palmarès

### Club

#### Competizioni nazionali
- Campionato peruviano: 2

Universitario: 1985, 1987